# محمود ايزيدي
هاشم الياس سلو (بالكردية: هاشیم ئیلیاس سیلو؛ 1944 – 18 أغسطس 1979)، المعروف بـ محمود إيزيدي، كان مقاتلاً كردياً شهيراً في البيشمركة ومخلصاً للحزب الديمقراطي الكردستاني، وقد قاد العديد من المواجهات العسكرية الناجحة ضد نظام العراق البعثي.
قبل أن يصبح مقاتلاً في البيشمركة في عام 1974، تم تجنيده في الجيش العراقي في سن الثامنة عشرة، حيث تم ترقيته لاحقاً إلى رتبة نائب ضابط بسبب التزامه بأداء واجباته العسكرية وأدائه الجيد في التدريب. انضم سراً إلى الحزب الديمقراطي الكردستاني في عام 1963 وظل عضواً فيه منذ ذلك الحين. في عام 1970، وبعد اتفاقية الحكم الذاتي الكردي-العراقي، كشف محمود إيزيدي عن ولائه للحزب الديمقراطي الكردستاني، وبدأ يشارك علنًا وأسس علاقات مباشرة مع كوادر الحزب الأخرى. في عام 1974، وبعد انهيار اتفاقية الحكم الذاتي الكردي-العراقي لعام 1970 ونتيجة للاضطهاد الذي تعرض له من قبل النظام العراقي، انضم محمود إيزيدي إلى النضال الكردي وبدأ في خدمة قوات البيشمركة المتمردة.

## السيرة الذاتية

### الحياة المبكرة
وُلد محمود إيزيدي في عام 1944 باسم هاشم إلياس سيلو في قرية باعذرة التابعة لقضاء الشيخان. كان ينتمي إلى عائلة فقيرة من عشيرة الهيكاري والتحق بمدرسة باعدرة الابتدائية في 16 سبتمبر 1951. كان طالبًا نشيطًا حصل على درجات عالية في الصفين الأول والثاني من المرحلة الابتدائية. ومع ذلك، بسبب الظروف المعيشية الصعبة لعائلته، اضطر إلى ترك المدرسة لمساعدة والده في الزراعة وكسب لقمة العيش. عاش مع أربعة إخوة وأربع أخوات. في عام 1962، وبعد بلوغه سن 18 عامًا، تم تجنيده في الجيش العراقي لأداء الخدمة العسكرية الإلزامية.

### المسيرة السياسية والعسكرية
بسبب التزامه بالواجبات الموكلة إليه وأدائه الجيد في التدريبات العسكرية، تمت ترقية محمود إيزيدي إلى رتبة نائب ضابط في مدينة النجف. ومع ذلك، انضم سرًا إلى الحزب الديمقراطي الكردستاني في عام 1963، وكان ملتزمًا بتنفيذ واجبات الحزب، مثل توزيع المنشورات والصحف الحزبية، وإقامة علاقات حزبية مع كوادر الحزب العليا. كما كان يقرأ العديد من الكتيبات والكتب لتزويد نفسه بالمعرفة في الثقافة السياسية والعلم والفن العسكري.
في عام 1970، بعد اتفاق الحكم الذاتي العراقي-الكردي، أعلن محمود إيزيدي ولاءه للحزب الديمقراطي الكردستاني، وبدأ في المشاركة العلنية وأقام علاقات مباشرة ومفتوحة مع كوادر الحزب الأخرى. وفي عام 1974، بعد انهيار الاتفاقية وبسبب اضطهاد النظام العراقي، شارك محمود إيزيدي في النضال الكردي وبدأ خدمته في صفوف البيشمركة.
بعد انهيار الحركة الوطنية الكردية التحررية نتيجة لاتفاقية الجزائر عام 1975 بين إيران والعراق، والتي أدت إلى توقف إيران عن دعمها العسكري للحركة الكردية بشكل مفاجئ، بدأ العديد من أعضاء الحزب الديمقراطي الكردستاني ومقاتلي البيشمركة بمغادرة جبال كردستان واللجوء إلى إيران. من إيران، واصل مصطفى البارزاني قيادة قوات البيشمركة بهدف استمرار الثورة. أرسل عدداً من أعضاء الحزب، بمن فيهم محمود إيزيدي، إلى سوريا من أجل إعداد الأكراد هناك لاستئناف الثورة في المستقبل.
بعد عودته إلى كردستان، بدأ محمود إيزيدي في ممارسة أنشطته السياسية بشكل سري بين الجماهير المحلية، وخاصة الأكراد الإيزيديين. وخلال فترة قصيرة، تمكن من إعادة تجميع أعضاء وكوادر الحزب الديمقراطي الكردستاني السابقين وإعدادهم لثورة أيار (شورشه گولان) ضد النظام العراقي التي بدأت عام 1975. كما نجح في تجنيد العديد من الإيزيديين الآخرين في صفوف الحزب الديمقراطي الكردستاني.
بين عامي 1976 و1979، نفّذ محمود إيزيدي ورفاقه العديد من الأنشطة الحزبية، مثل توزيع المنشورات، وشنّ هجمات على مواقع النظام، بما في ذلك المراكز العسكرية ومراكز الشرطة في مناطق مختلفة من كردستان. وفي ليلة 12 سبتمبر 1976، قاد محمود إيزيدي مجموعة من 15 مقاتلًا من البيشمركة، من بينهم رفاقه الإيزيديون، في هجوم على موقع عسكري حكومي في منطقة “گالي قيامت”. أسفر الهجوم عن مقتل عدد من جنود النظام، وتمكنوا من السيطرة على الموقع بنجاح. وبعد حوالي أسبوع، قاد هجومًا آخر على مواقع عسكرية في منطقتي “بلكيف” و”مزوري” في قضاء شيخان، حيث أُسر أحد أفراد البيشمركة بعد أن أصيب بجروح على يد جنود النظام.
محمود إيزيدي قاوم أيضًا سياسات التعريب التي فرضها نظام البعث في العراق، خصوصًا استيطان القبائل العربية في المناطق الإيزيدية، حيث شنّ هجمات على المستوطنات العربية عدة مرات. في ربيع عام 1977، قاد محمود إيزيدي مجموعة من مقاتلي البيشمركة، ومن بينهم إيزيديون، وهاجموا الخيام العربية بالقرب من قرية “باساوا” في منطقة “فايدة” التابعة لمحافظة دهوك. في نفس العام، سعى محمود إيزيدي لإقناع القبائل العربية التي استقرت في قرية “بيلان” التابعة لقضاء شيخان بمغادرتها. طلب عقد اجتماع مع العرب الذين وافقوا على الحضور. لكن عند وصول محمود إيزيدي ورفاقه، تم نصب كمين لهم من قبل العرب الذين تلقوا دعمًا من القوات الخاصة العراقية والطائرات. أسفرت المعركة عن مقتل حوالي 15 جنديًا عراقيًا. كانت تحركات محمود إيزيدي ورفاقه تحت مراقبة دقيقة من قبل النظام العراقي أثناء تنقلهم بين القرى لتنفيذ أعمالهم الحزبية. نتيجة لذلك، وقعوا في كمائن عدة مرات من قبل الجيش العراقي.
في مايو 1978، وقع محمود إيزيدي ورفاقه من البيشمركة في كمين بالقرب من قرية أفريك في منطقة مزوري، لكنهم تمكنوا من النجاة. في مرة أخرى، عندما كانوا في قرية نصرى، تم محاصرة القرية من قبل جنود النظام الذين نفذوا عمليات تفتيش منزلية، مما أدى إلى اندلاع اشتباكات، لكن محمود إيزيدي ورفاقه من البيشمركة تمكنوا مرة أخرى من الهروب بنجاح. في صيف نفس العام، وقعت معركة أخرى بالقرب من قرية داكا في منطقة فايدة بين جنود النظام والبيشمركة الذين كان يقودهم محمود إيزيدي. وبعد تكبيد القوات الحكومية خسائر، انسحب البيشمركة إلى جبل داكا. وقاد محمود إيزيدي العديد من الهجمات الأخرى ضد مقرات البعث ومراكز السياسة في سرسنك وقرية ألقوش.

### موت
في ليلة 18 أغسطس 1979 في قرية رودنيا بمنطقة آميدي، تم اغتيال محمود أيزيدي غدرًا على يد خائن، في عام 1985، تحت إشراف سيلو خضر وأعضاء آخرين من كوادر الحزب في لجنة الشيخان، تم نقل جثته من قرية بارى كارا إلى كاني ماسي في منطقة برواري جوري. وفي وقت لاحق، بعد تحرير كردستان، ووفقًا لرغبات عائلته، تم دفنه مرة أخرى في 18 أغسطس 2003 في مكانه النهائي في مزار لالش مع إقامة مراسم جنائزية كبيرة وحضور واسع شمل العديد من مسؤولي الحزب والإداريين. في عام 2002، تم افتتاح مدرسة في بادره وأطلق عليها اسم محمود أيزيدي من قبل حكومة إقليم كردستان. تم تعيين الابن الأكبر لمحمود أيزيدي، محمود، عضوًا في قيادة الحزب المسؤول عن الفرع العشرون. في عام 2011، تم نصب تمثال له في تقاطع الشيخان تكريمًا له.